# 홍수가족당
홍수가족당(아이티어: Fanmi Lavalas)은 아이티의 사회민주주의 정당이다. 전 대통령 장베르트랑 아리스티드가 당수다. 1991년 이후 아이티 정계에서 강력한 영향력을 발휘했다. 홍수가족당은 유럽식 사회민주주의에 기반한 "평등한 성장" 정책을 주장한다. 여당이었을 때 교육과 보건에 대한 투자를 강조했고 국제통화기금의 긴축정책에 반대했다.